# نکراسوفکا (داغستان)
نکراسوفکا (به لاتین: Nekrasovka) یک منطقهٔ مسکونی در روسیه است که در شهرستان کیزلیارسکی واقع شده‌است.